# Stelis iugae
Stelis iugae là một loài Hymenoptera trong họ Megachilidae. Loài này được Noskiewicz mô tả khoa học năm 1962.